# ورم ظهاري عضلي غدي في الثدي
الْورم الظهاري العضلي الغدي في الثدي هُوَ وَرَمُ نَادِرُ فِي الثَّدْي يَتَكَوَّنُ مِنْ عَنَاصِرِ غَدِيَّةٍ وَخَلَاَيَا ظِهَارِيَّةِ عَضَلِيَّةِ. عَادَةٌ مَا يَكُونُ حميدًا؛ وَمَعَ ذَلِكَ، هُنَاكَ تقَاريرِ عَنْ سُلُوكِ خَبِيثِ.
يُمْكِنُ أَنْ يُحَاكِيَ الْمَظْهَرُ النَّسِيجِيُّ الشَّكْلَ سَرَطَانَ الْقِنْوَاتِ الْغَازِيَّةِ، وَهُوَ النَّوْعُ الْأَكْثَرُ شُيُوعًا مِنْ سَرَطَانِ الثَّدْي الْغَازِيِّ.

## صور إضافية

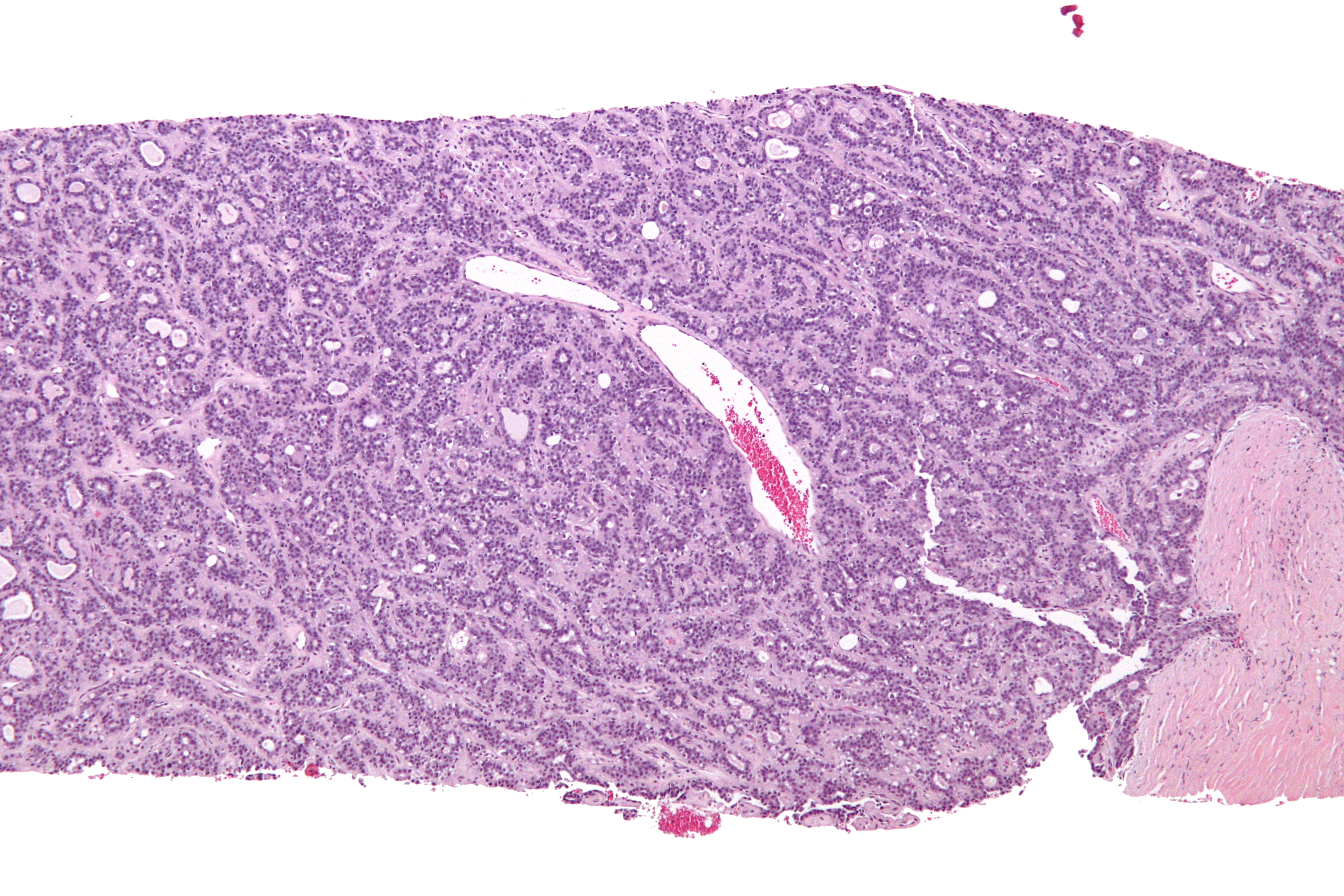
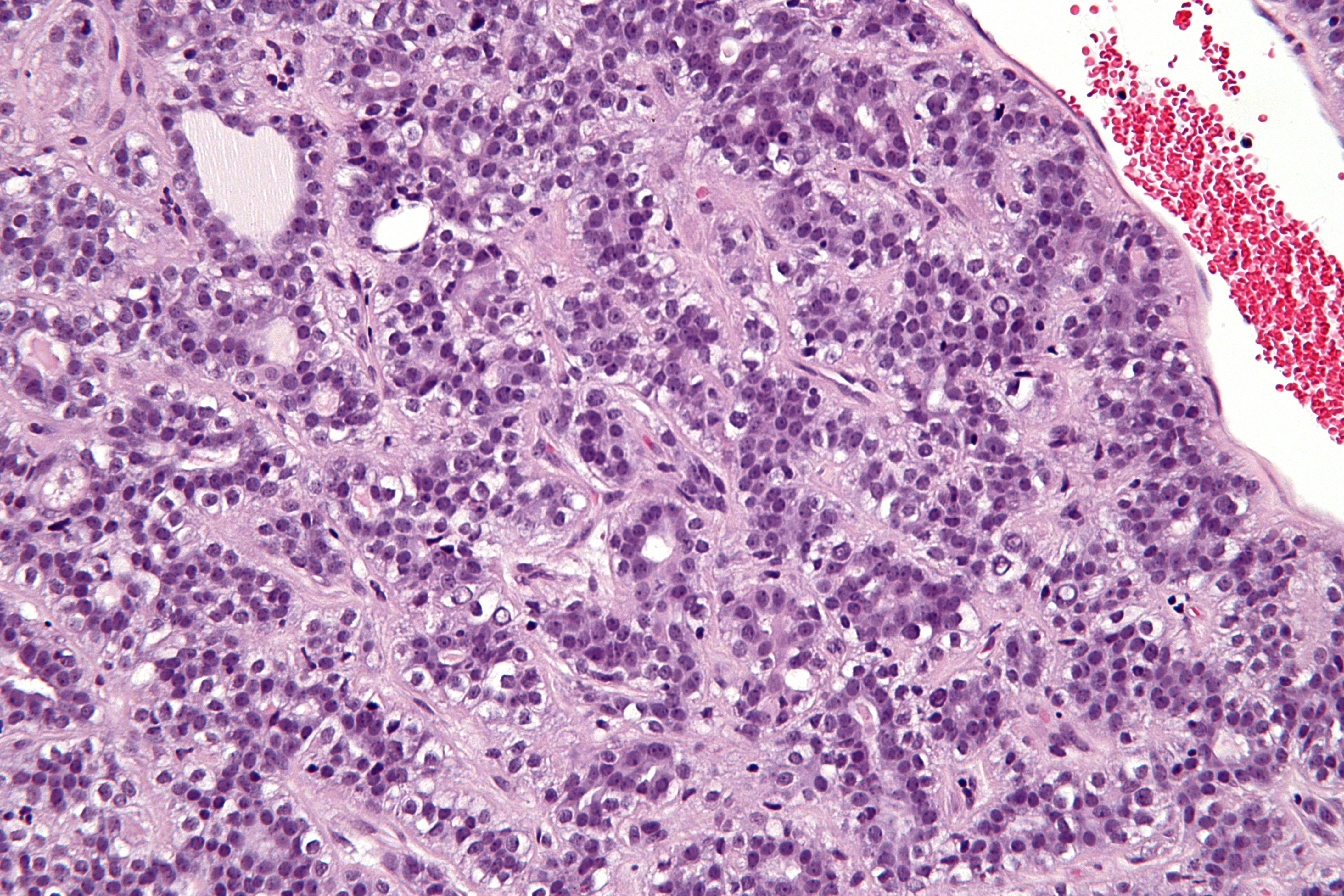